# 青岛食品
青岛食品股份有限公司（深交所：001219，简称：青岛食品；新三板除牌前：872387，简称：青岛食品），简称青食，是中华人民共和国的一家食品生产企业，前身为1950年建厂的青岛食品厂，1992年改制为股份有限公司。公司生产饼干面食、花生制品、红小豆制品、巧克力糖果、挂面面粉、休闲食品共六大类食品，其中钙奶饼干、花生酱为代表产品，在山东地区具有较高的品牌知名度。公司的注册商标“青食”使用青岛栈桥的图样。

## 历史

### 早期
1950年1月20日，青岛市手工业联社供销社沧口办事处出资3000元，在沧口升平路45号成立青岛市手工业联社沧口食品部，并从社会上招收8名个体食品工人，从事糖果、饼干、糕点生产，是青食的前身。当时的厂房是棚屋和土瓦房，用传统的铁锅、擀面杖、切菜刀进行生产。1951年，食品部扩大到16人，日产饼干300余斤。1952年6月，食品部合并到位于台东区太平镇的青岛市联社棉织厂，成为该厂的一个车间。当时有职工40人，年产饼干43629公斤。1953年9月，食品车间迁至市南区曲阜路24号，更名为青岛市手工业联社食品厂。1954年工业调整中，市南联社食品厂与服装厂、靴鞋厂、酱园合并为青岛市手工业联社加工厂, 并将厂址迁往云南路127号，为联社加工厂的一个车间。同年，该厂从上海购进560型饼干冲印设备1套，取代原来的手工生产。
1955年1月，食品生产车间更名为青岛市手工业联社食品加工厂。1958年5月，更名为青岛市新华食品厂，改隶属青岛市手工业管理局，并整合市南区5个食品社。同年11月，又更名为青岛市手工业管理局食品厂。
三年自然灾害时期，中国大陆粮食短缺。为应对艰难时期，国家决定选择重点食品厂，研制并投产以补钙为主、营养丰富、适用于哺育婴儿的儿童饼干，该厂即被选定为新型饼干的生产厂。1960年，钙奶饼干研制成功，成为该厂的第一个拳头产品，之后配方不断改良。1961年，钙奶饼干形成规模生产，保证了青岛市在国民经济困难时期婴幼儿食品的供应，并大量供应外省市。1963年，该厂又试制安装成功饼干压面机连续化生产设备并投入生产，基本实现了自动化生产。
1965年7月1日，青岛市手工业管理局食品厂更名为青岛食品厂，隶属青岛市轻工业局。而在实行计划经济的年代，青岛食品厂在山东各地兴建了10多家钙奶饼干生产厂家；与此同时，钙奶饼干也需要凭粮票并“托关系”才能买到。文化大革命期间，青食仍坚持生产饼干食品。
1985年，青岛对口支援山东沂水、沂南两县。青食在沂水县城北郊支援兴建一座食品厂，为纪念两地情谊，工厂即以“青援”命名，并于1989年建成钙奶饼干生产线。1986年，青食和日本日清食品合作，成立中国第一家饼干合资企业。

### 股份制改革后
1992年9月16日，青岛市体改委批准青岛食品厂股份制改革，设立“青岛食品股份有限公司”。11月21日，青岛市工商局核准注册登记。1999年，青食公司在城阳区仕园路兴建新厂区青食工业园。2006年8月，公司行政业务部门整体迁至四流中支路2号。
2018年4月3日，青岛食品在新三板挂牌，同年公司制定了“三年效益翻一番，再造一个新青食”的三年规划，此后青岛食品业绩稳步增长。
2019年以来，青食先后推出“岁月留声纪念款”钙奶饼干、比利时风味饼干铁盒装、异麦芽酮糖钙奶饼干、黑芝麻韧性钙奶饼干等新产品，以迎合新一代消费者的消费需求。公司亦强化品牌营销，借助“青岛制造”品牌推广活动，在线上线下进行了一系列的推广，并加大农村市场的销售力度；布局全国市场，强化新品投放力度，提高品牌全国知名度。公司还投入千万元进行设备更新维护，加快实施自动化智能化建设。
2021年10月21日，青岛食品转至深圳证券交易所主板上市，成为青岛辖区2021年第10家A股上市公司，也是李沧区首家上市企业。招股书显示，青岛食品上市募资资金将投向智能化工厂改扩建、研发中心建设以及营销网络及信息化建设三大项目，主要用于引入新的智能化饼干生产线，以及自动化、智能化程度更高的机器设备，扩充产能、提高生产效率，提升整体市场占有率。同时加强新品研发、升级营销网络。

## 产品
青岛食品生产饼干面食、花生制品、红小豆制品、巧克力糖果、调配米粉、休闲食品等六大类食品，合共推出100多个品种，拥有食品生产线22条。钙奶饼干、休闲饼干和花生酱是公司的核心产品，在山东省具有较高的品牌知名度。除此之外公司还生产麦麸饼干、曲奇饼干、夹心饼干、威化巧克力、菠萝豆、小馒头等。

### 钙奶饼干
钙奶饼干是青岛食品的拳头产品，在青岛市、山东、河南等地拥有较高知名度，也是青岛乃至山东人民童年记忆的一部分，后来被称为是心目中「神明」一样的存在，以彰显产品在青岛人民心中的地位。该产品在1982年被评为山东省优质产品，1983年被评为全国儿童优秀食品，1985年获轻工业部优质产品称号，1989年被青岛市政府授予“青岛金花产品”称号，2006年荣获“中国名牌”称号。在物资稀缺的年代，大部分人会用温水泡着吃钙奶饼干。截至2021年，青食钙奶饼干共有七种产品，包括特制、铁锌、老年硒锌、精制、精品、动物图案、字母图案，满足不同人群需求。

### 花生酱
此外，青食生产的花生酱也具有知名度，同时是中国第一家出口花生酱的企业，并制定花生酱出口标准。1959年，青食从美国进口生产线，推出海友牌花生酱，同年出口日本市场。目前，青食是世界三大花生酱生产基地之一。截至2021年，青食的出口花生酱产品以中性包装及OEM模式为主。其中向菲律宾、日本、韩国等地的客户销售花生酱采取中性包装销售模式；而在OEM模式中，公司向新西兰、澳大利亚等国销售花生酱。2018年起，青食开始在海外开拓自有品牌“海友”花生酱产品。